# Cinnyris habessinicus
El suimanga brillante (Cinnyris habessinicus) es una especie de ave paseriforme de la familia Nectariniidae propia de África oriental.

## Subespecies
- Cinnyris habessinicus habessinicus (Hemprich y Ehrenberg)
- Cinnyris habessinicus turkanae van Someren
- Cinnyris habessinicus alter Neumann
- Cinnyris habessinicus hellmayri Neumann
- Cinnyris habessinicus kinneari Bates[3]

## Descripción

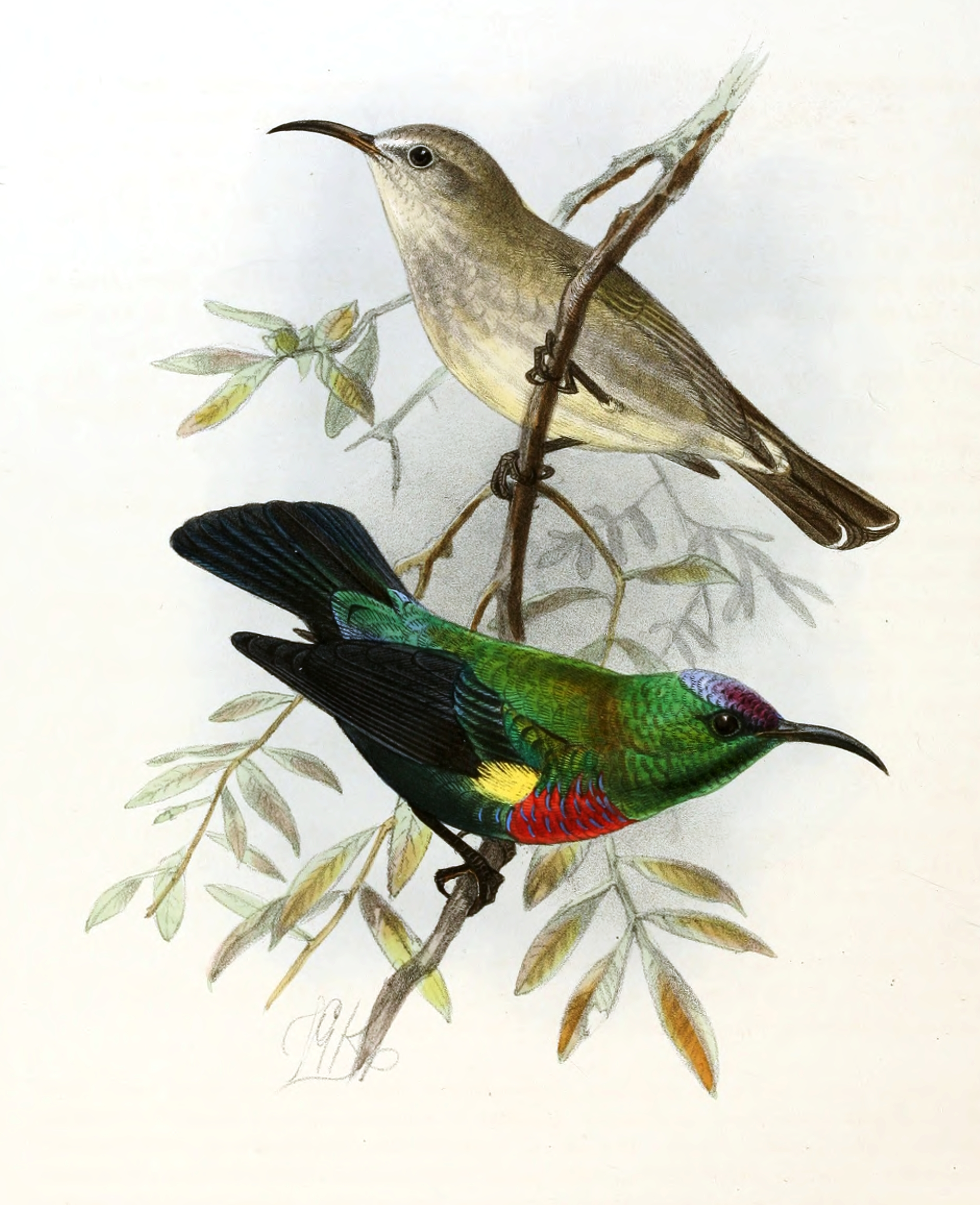

Cinnyris habessinicus son muy bimórficos y poseen tres plumajes diferentes, juvenil, inmaduro y adulto. El plumaje de los machos adultos durante la reproducción su dorso y garganta son verde metálico brillante, corona azul o violeta, una franja rojo brillante le cruza el pecho con una delgada línea de azul metálico, y su cola y alas son azules-negras. Las hembras son grises o marrones. Estas aves se alimentan principalmente de néctar.

## Distribución y hábitat
Se lo encuentra en Yibuti, Egipto, Eritrea, Etiopía, Kenia, Somalia, Sudán y Uganda.
Prefiere las zonas rocosas o arenosas y los cauces de ríos secos con árboles de Acacia y Ziziphus.